# Квартен
Квартен (нім. Quarten) — громада  в Швейцарії в кантоні Санкт-Галлен, виборчий округ Зарганзерланд.
До гемайнде Квартер входять такі населені пункти: власне, Квартен, Унтертерцен, Обертецен, Мург, Квінтен (на іншій стороні озера) та Молс.

## Географія
Громада розташована на відстані близько 140 км на схід від Берна, 38 км на південь від Санкт-Галлена.
Квартен має площу 61,8 км², з яких на 3,8% дозволяється будівництво (житлове та будівництво доріг), 33,6% використовуються в сільськогосподарських цілях, 46,1% зайнято лісами, 16,6% не є продуктивними (річки, льодовики або гори).

## Демографія
2019 року в громаді мешкало 2949 осіб (+7,5% порівняно з 2010 роком), іноземців було 17,4%. Густота населення становила 48 осіб/км².
За віковим діапазоном населення розподілялося таким чином: 17,9% — особи молодші 20 років, 61,4% — особи у віці 20—64 років, 20,7% — особи у віці 65 років та старші. Було 1321 помешкань (у середньому 2,2 особи в помешканні).
Із загальної кількості 1133 працюючих 129 було зайнятих в первинному секторі, 228 — в обробній промисловості, 776 — в галузі послуг.